# 陳元勳
陳元勳（？—？），字屬謙，福建澄海縣人，明朝政治人物。

## 生平
萬曆四年（1576年）丙子科廣東鄉試舉人，萬曆二十年（1592年）登三甲第一百四十名進士。任戶部主事。

## 家族
曾祖陳朝洪；祖父陳節成；父陳忠謨。